# Quercus robusta
Quercus robusta är en bokväxtart som beskrevs av Cornelius Herman Müller. Quercus robusta ingår i släktet ekar, och familjen bokväxter. IUCN kategoriserar arten globalt som otillräckligt studerad. Inga underarter finns listade i Catalogue of Life.